# Beach handball ai III Giochi del Mediterraneo sulla spiaggia
Le gare di beach handball ai II Giochi del Mediterraneo sulla spiaggia si sono svolti dal 9 al 12 settembre 2023 a Heraklion, in Grecia.

## Podi
| Evento           | Oro     | Argento | Bronzo     |
| Torneo maschile  | Croazia | Italia  | Spagna     |
| Torneo femminile | Spagna  | Grecia  | Portogallo |

## Medagliere
| Posiz. | Nazione    | Oro | Argento | Bronzo | Totale |
| ------ | ---------- | --- | ------- | ------ | ------ |
| 1      | Spagna     | 1   | 0       | 1      | 2      |
| 2      | Croazia    | 1   | 0       | 0      | 1      |
| 3      | Italia     | 0   | 1       | 0      | 1      |
| 3      | Grecia     | 0   | 1       | 0      | 1      |
| 5      | Portogallo | 0   | 0       | 1      | 1      |
| Totale | Totale     | 2   | 2       | 2      | 6      |